# Biegun niedostępności (stacja antarktyczna)
Biegun niedostępności (ros. Полюс недоступности) – stacja polarna założona przez radziecką wyprawę antarktyczną, położona na kontynentalnym biegunie niedostępności na Antarktydzie. Stacja nie funkcjonuje, jest natomiast zapisana na liście historycznych miejsc i pomników Antarktydy (pod numerem 4).

## Położenie i warunki
Stacja znajduje się na lądolodzie Antarktydy Wschodniej, we wnętrzu kontynentu, w miejscu najbardziej oddalonym od oceanu (według obliczeń z grudnia 1958), 878 km od bieguna południowego. Ocenia się, że średnia temperatura w tym miejscu to -58,2 °C.

## Historia i działalność
Stacja została założona przez uczestników drugiej radzieckiej wyprawy antarktycznej w 1958 roku i działała przez 12 dni, od 14 do 26 grudnia. Czteroosobowy budynek posiadał nadajnik radiowy, był zwieńczony popiersiem Lenina. Na przełomie 1964 i 1965 porzuconą stację odwiedziła amerykańska ekspedycja, a następny raz dotarli do niej członkowie wyprawy brytyjsko-kanadyjskiej w styczniu 2007 roku. Budynek stacji był niemal całkowicie pokryty śniegiem; ustawione na drewnianym postumencie popiersie Lenina pozostało ok. 1,5 m nad jego powierzchnią. Popiersie to znajduje się na liście historycznych miejsc i pomników Antarktyki (nr 4).